# Rancul

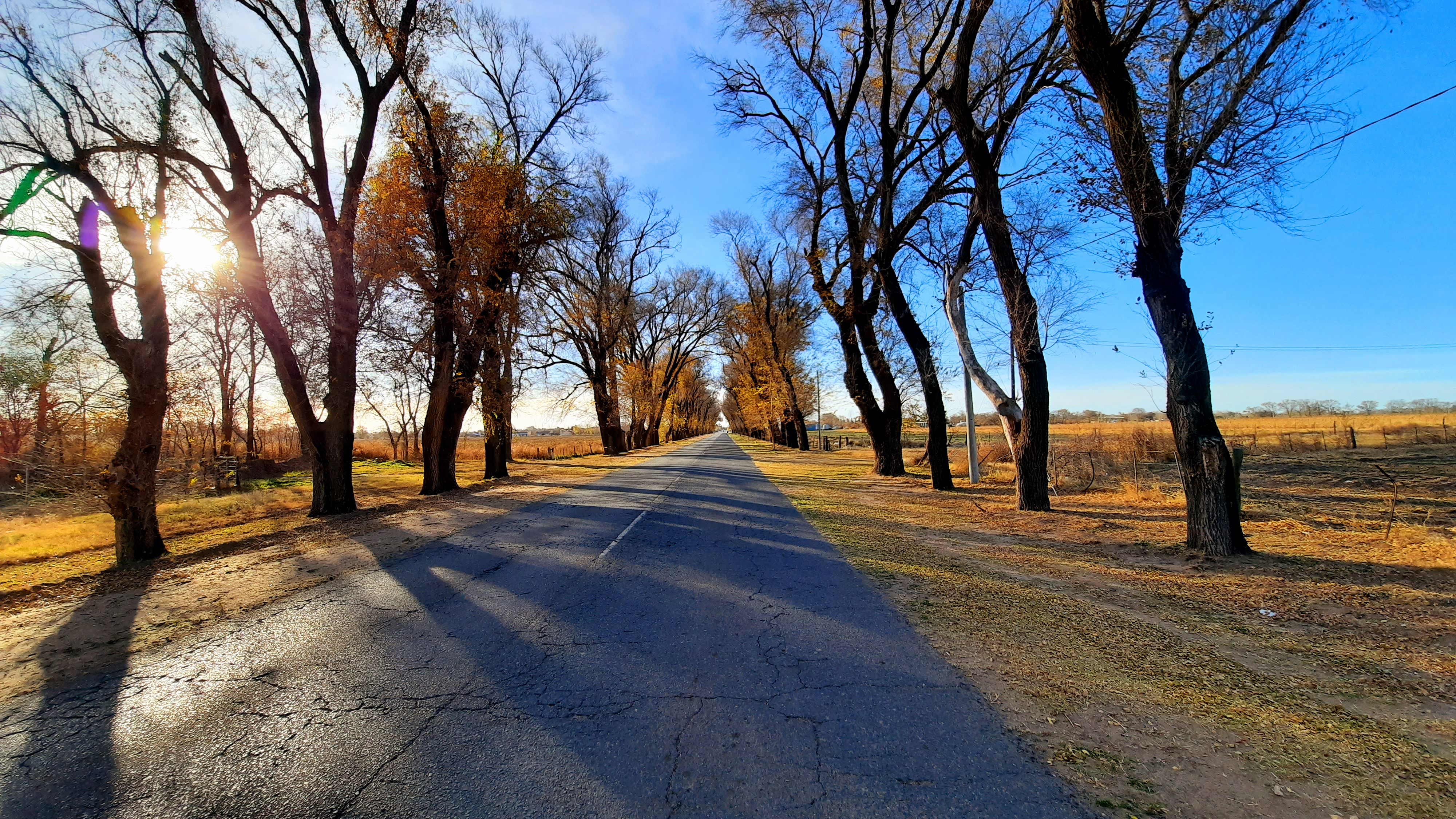
Acceso principal de la localidad

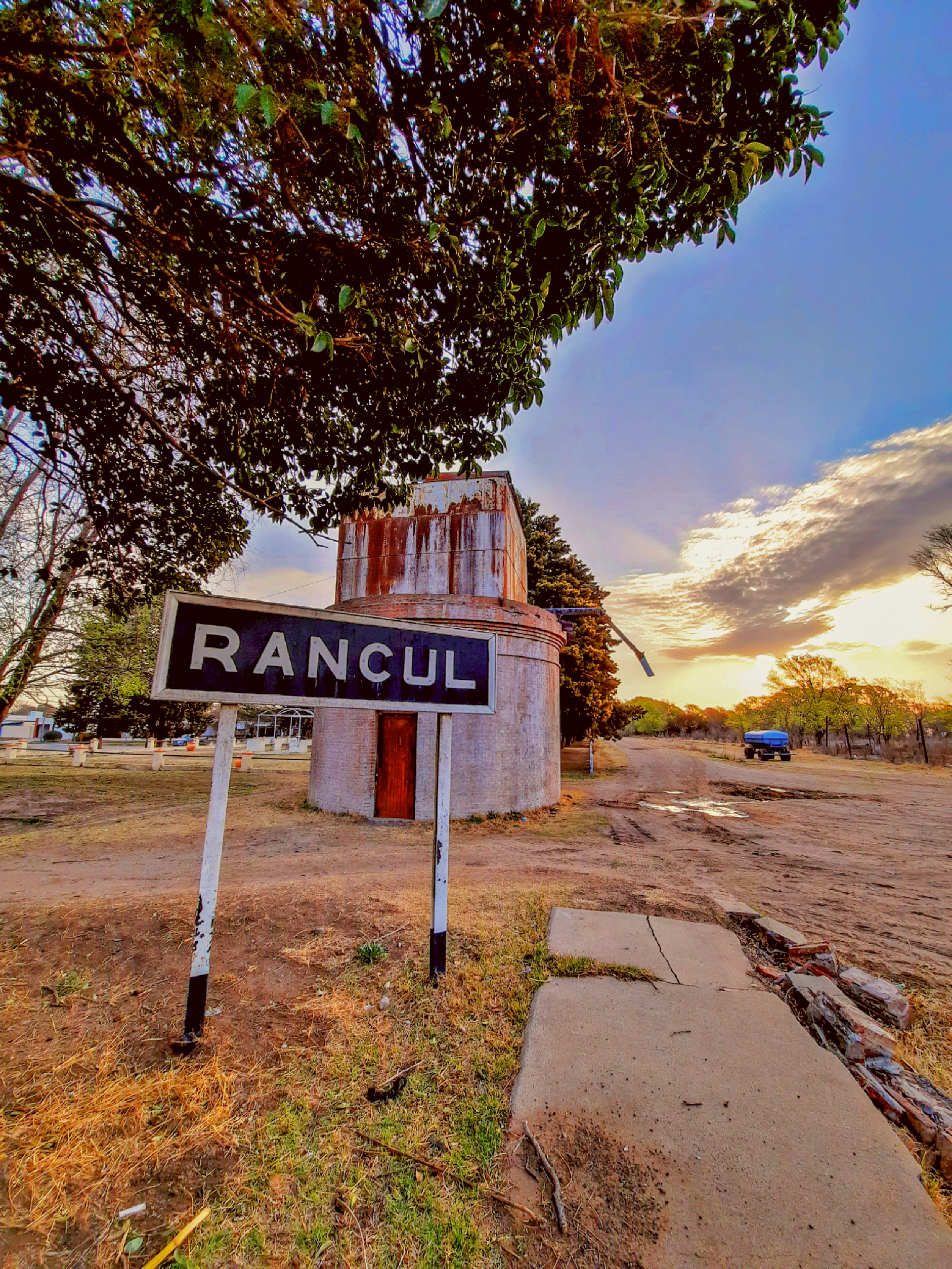
Estación de ferrocarril

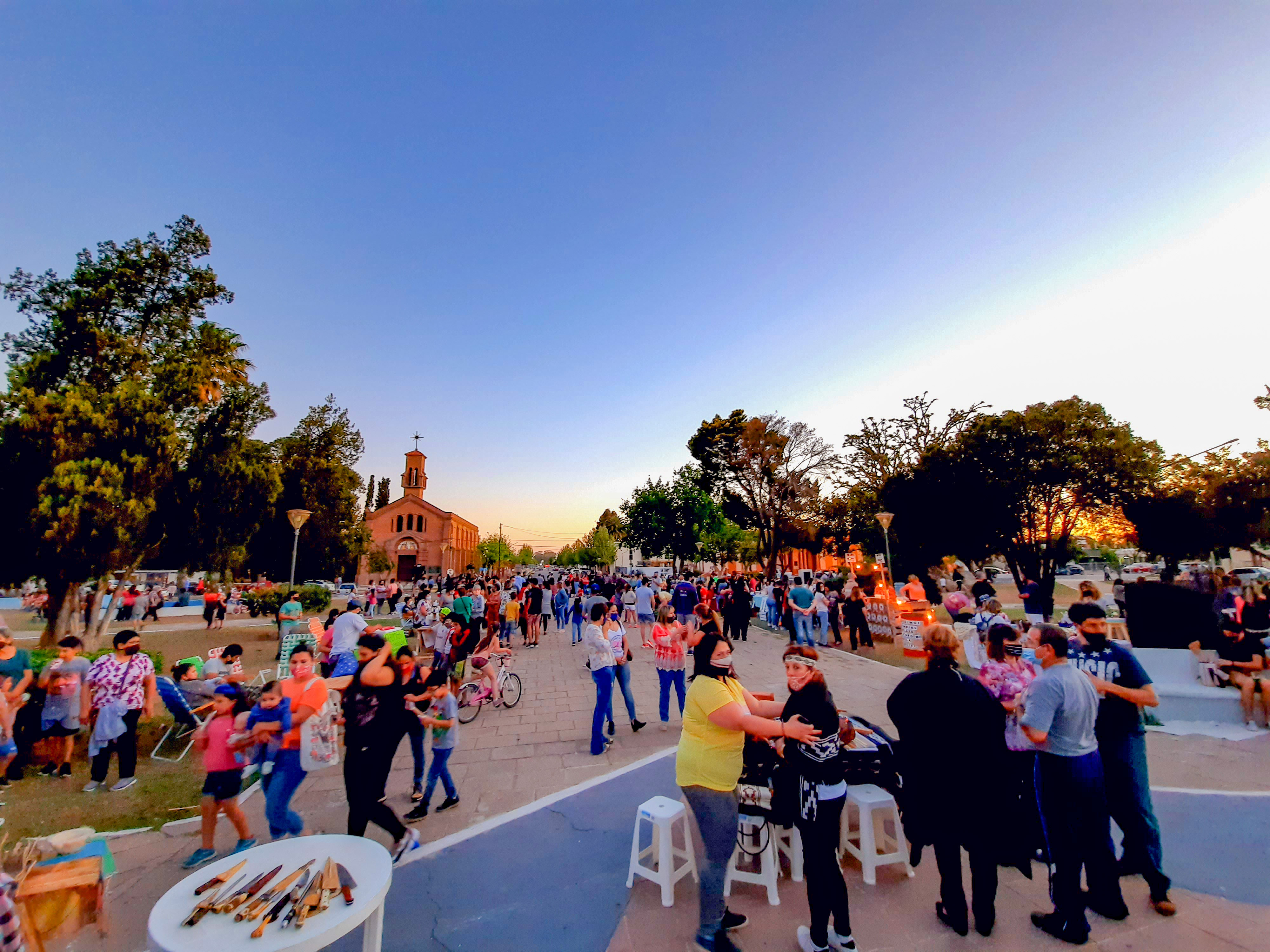

Rancul es una localidad y municipio del homónimo, provincia de La Pampa en Argentina.

## Población
Contó con 3322 habitantes (Indec, 2010), lo que representó un leve descenso del 0,27% frente a los 3331 habitantes (Indec, 2001) del censo anterior.

El censo nacional 2022 arrojó 3968 habitantes y 1746 viviendas.
| Gráfica de evolución demográfica de Rancul entre y 2022 |
|                                                         |
| Fuente: censos nacionales del INDEC                     |

## Historia
Fue fundada el 20 de noviembre de 1903 en terrenos cedidos por José María Jardón, después de la construcción de las vías del Ferrocarril Oeste que unía la ciudad de Buenos Aires con la provincia de Mendoza. 
En principio fue una comunidad agrícola fundada en la base del arrendamiento y la inmigración creciente por la citada expansión de los ferrocarriles.
La llegada del ferrocarril fue el proyecto que pretendía extender las zonas poco pobladas del país, como en muchos pueblos el ferrocarril asistió al nacimiento de Rancul.
El 25 de mayo de 1903, con el paso del primer tren de pasajeros, se inaugura la estación Rancul, llamada así en reconocimiento de los indígenas que habitaban en la zona, convirtiéndose en un espacio de atracción para los vecinos, que esperaban ansiosamente el arribo regular del convoy.
La empresa, del entonces Ferrocarril Oeste extendió las líneas férreas hasta General Alvear (Mendoza), en 1907 y el 6 de agosto de 1915, el ministro de Obras Públicas, por decreto, unificó el nombre de la estación con el del pueblo: Villa Jardón.
En el año 1948 el Gobierno de la Nación efectuó la compra de los ferrocarriles a empresas inglesas, asignándole a esta línea el nombre de "Ferrocarril Nacional Domingo Faustino Sarmiento".
La reestructuración de dicha empresa determinó la supresión del servicio de los trenes de pasajeros a partir de Realicó, el 25 de noviembre de 1977 pasó por Rancul el último tren de pasajeros.

## Actividades económicas
Su principal actividad económica es la agricultura, la cosecha de trigo era llevada en carros muleros hasta la estación del ferrocarril, donde se cargaba en vagones abiertos para llegar a la metrópoli, o bien se transportaba hasta los molinos harineros ya instalados en Villa Huidobro y Realicó.
Se inicia más adelante un proceso de incipiente mecanización agrícola: arados, rastras, cebadoras y trilladoras aparecieron en La Pampa. Luego vino la subdivisión de tierras y la importante incorporación de inmigrantes europeos que traían conocimientos y tradición agrícola.
Esta fue seguida por la ganadería, que corresponde al desarrollo de la región pampeana de la actividad pecuaria (basada en el ovino y posteriormente en el vacuno).

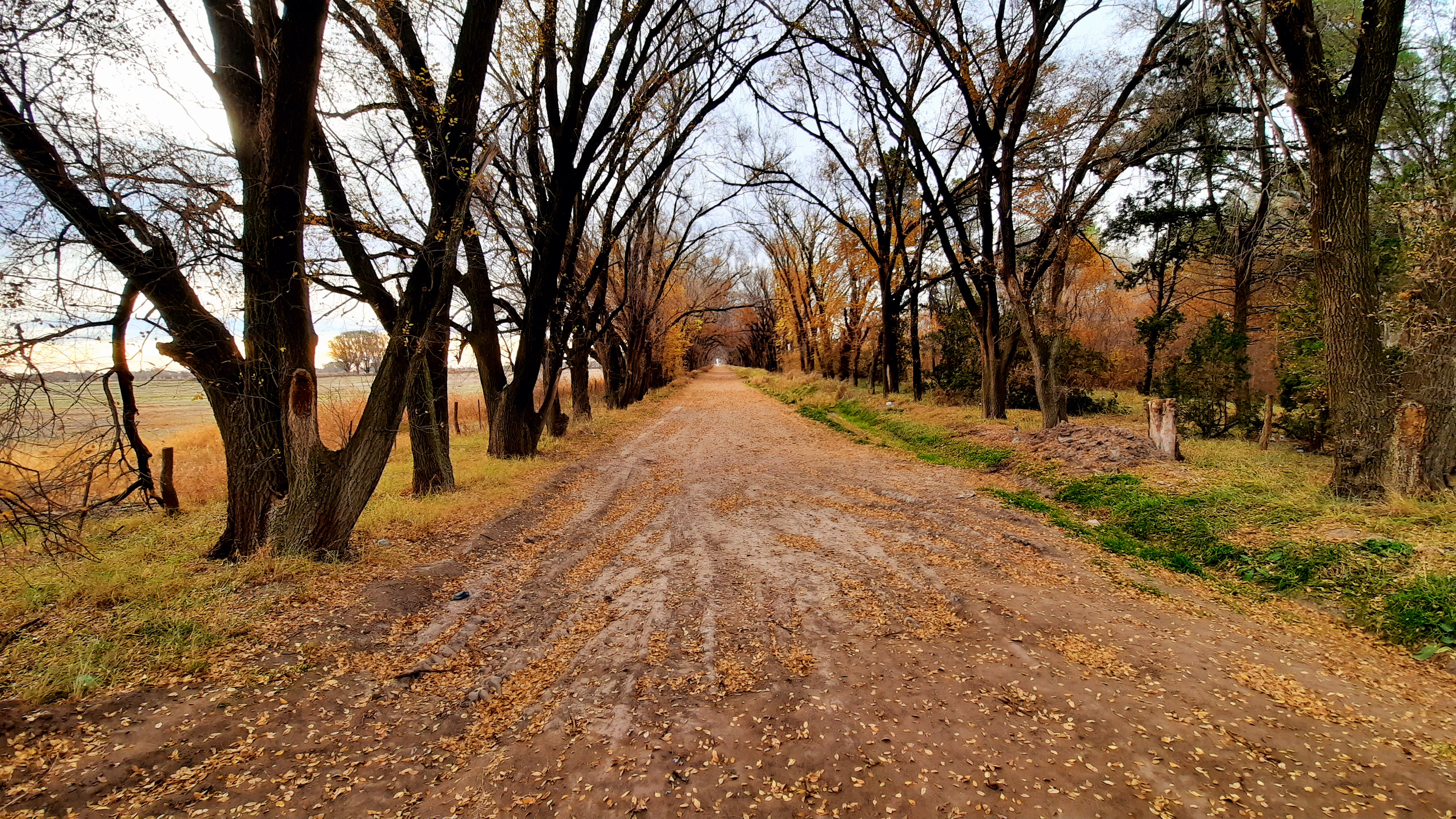
Ingreso alternativo

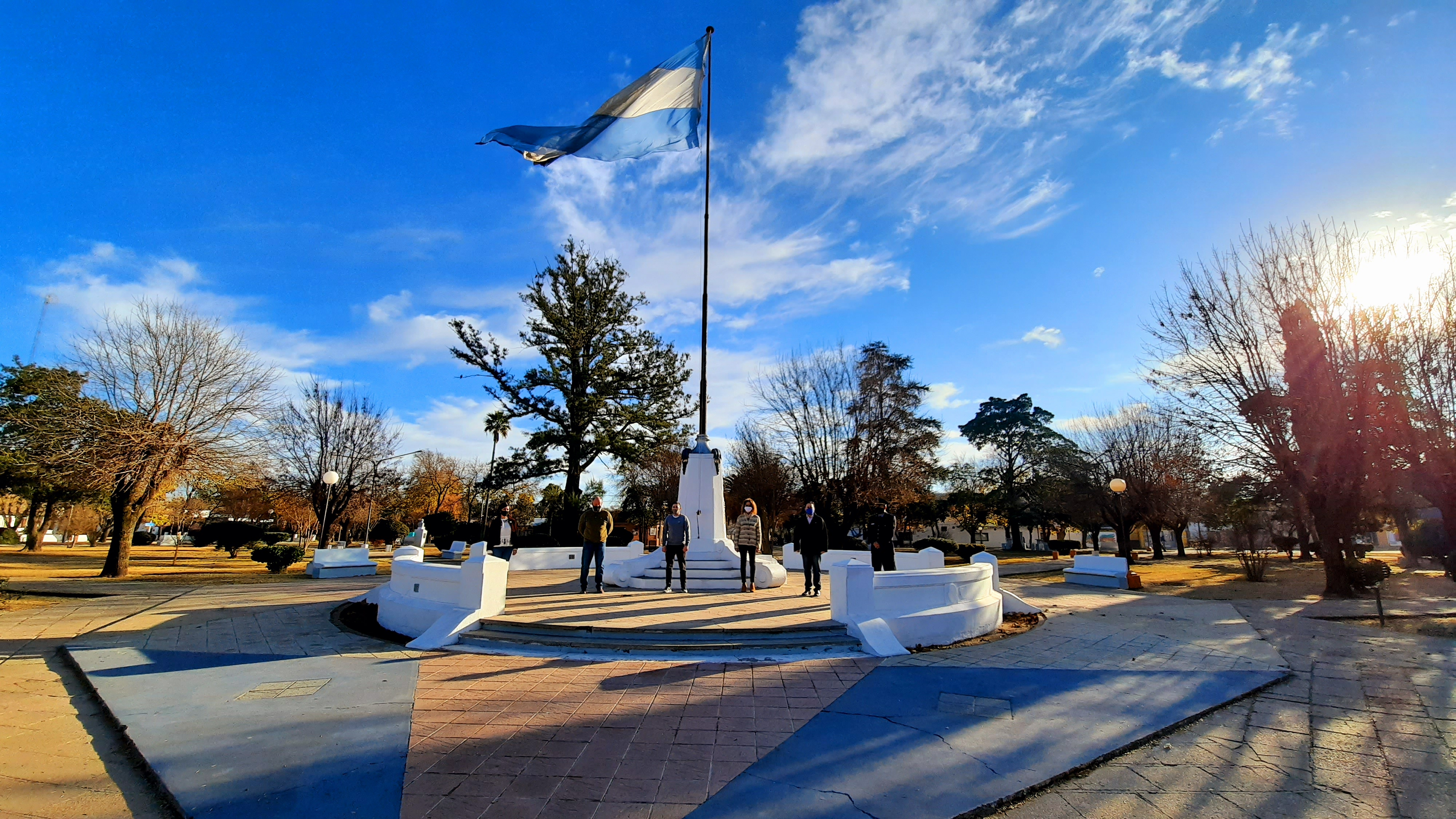
Plaza 25 de Mayo

## Fiesta provincial del Hachero
Esta fiesta es considerada como la más recurrida socialmente por las personas del pueblo y la zona, se realiza para destacar la figura del Hachero. La que ha llegado a tener más de 200 familias dedicadas a este tipo de actividad en los bosques del Calden. Esta fiesta cuenta con 3 noches, en las que concurren diferentes cantantes tanto locales como zonales, diferentes tipos de tropillas y jineteadas acompañas de personas de la zona y el exterior.

## Ranculches famosos
Alberto Cortez fue un compositor, cantante y poeta argentino. Residió en España hasta su fallecimiento.
Es conocido por muchos como "El Gran Cantautor de las Cosas Simples". Algunas de sus obras conocidas son: "En un Rincón del Alma", "Callejero", "Mi árbol y yo", "A partir de mañana", "Te llegará una rosa", "Castillos en el aire", "Cuando un Amigo se va", "El Abuelo", canción que obtuvo un éxito fenomenal. Muchas de sus canciones son basadas en hechos y personajes reales o simplemente en sentimientos y adversidades a lo largo de su vida.
Nació en Rancul el 11 de marzo de 1940 y falleció en  Madrid, España, 4 de abril de 2019.

## Reconocimientos a Alberto Cortez
- 1972 - Disco de Oro, Heraldo de Oro y Micrófono de Oro para Mi árbol y yo.
- 1985 - Premio Konex de Platino, disciplina Baladista
- 1995 - Premio Konex de Platino, disciplina Autor / Compositor de Pop / Balada
- 2006 - Premio «Una Vida dedicada a la Canción», concedido por la Fundación Sophia, Palma de Mallorca.
- 2006 - Premio Casandra, concedido por los cronistas de arte de Santo Domingo.
- 2007 - Grammy Latino a la Excelencia junto a otros destacados artistas como Lucho Gatica y Olga Guillot.
- 2007 - "Personalidad Destacada de la Cultura", nombrado por la legislatura de la ciudad de Buenos Aires.
- 2011 - Nominado al Grammy Latino por Tener en cuenta.

En total, Cortez obtuvo cuatro Discos de Oro y cuatro Heraldos de Oro.
- 2015 - Medalla de Oro al Mérito de las Bellas Artes. España. Modalidad: Música
- 2017 - Gramola de oro, en el I Festival Internacional de bolero "Ciudad de Madrid"

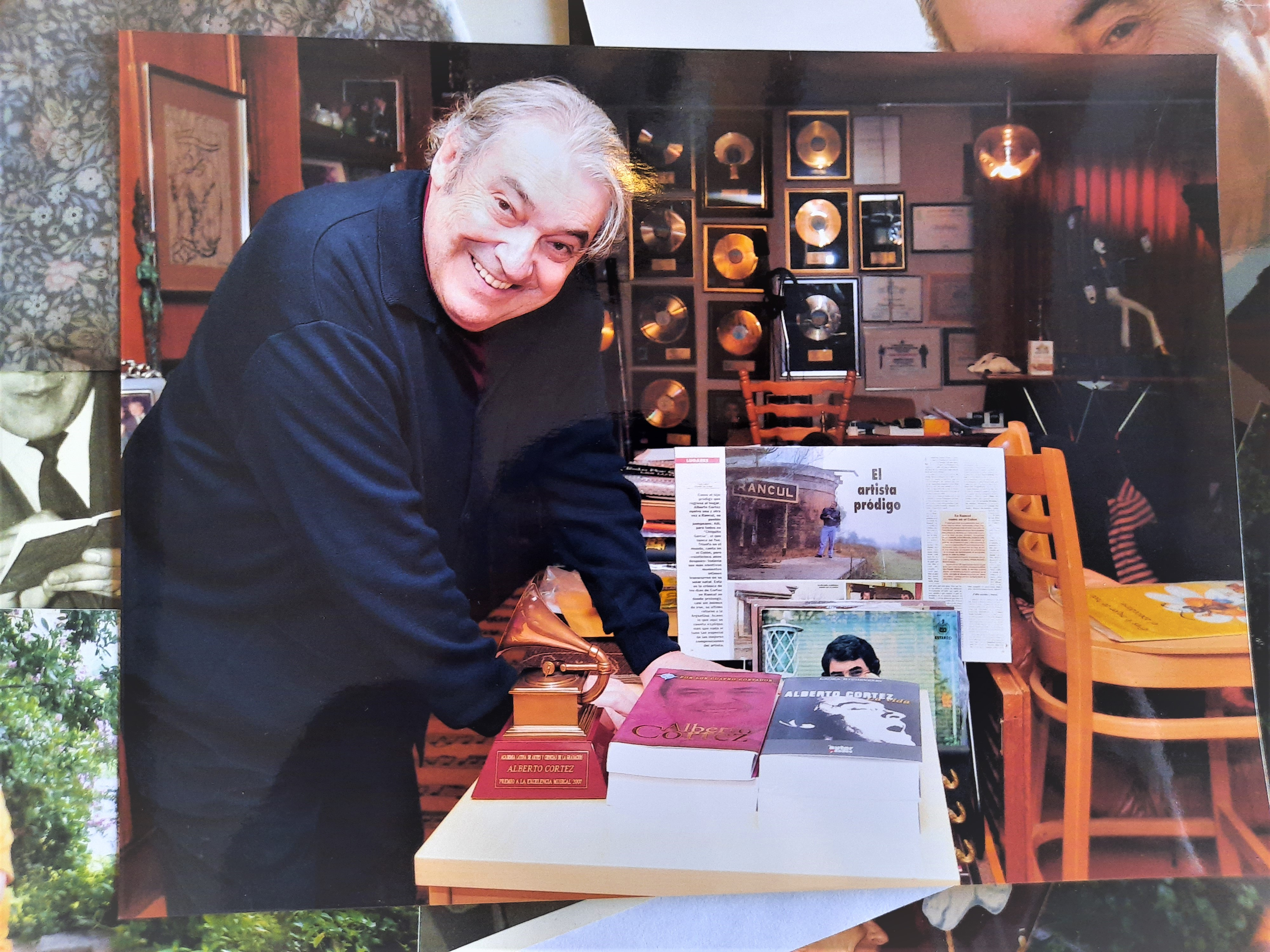
Estudio de Alberto Cortez, recuerdos de su pueblo natal.
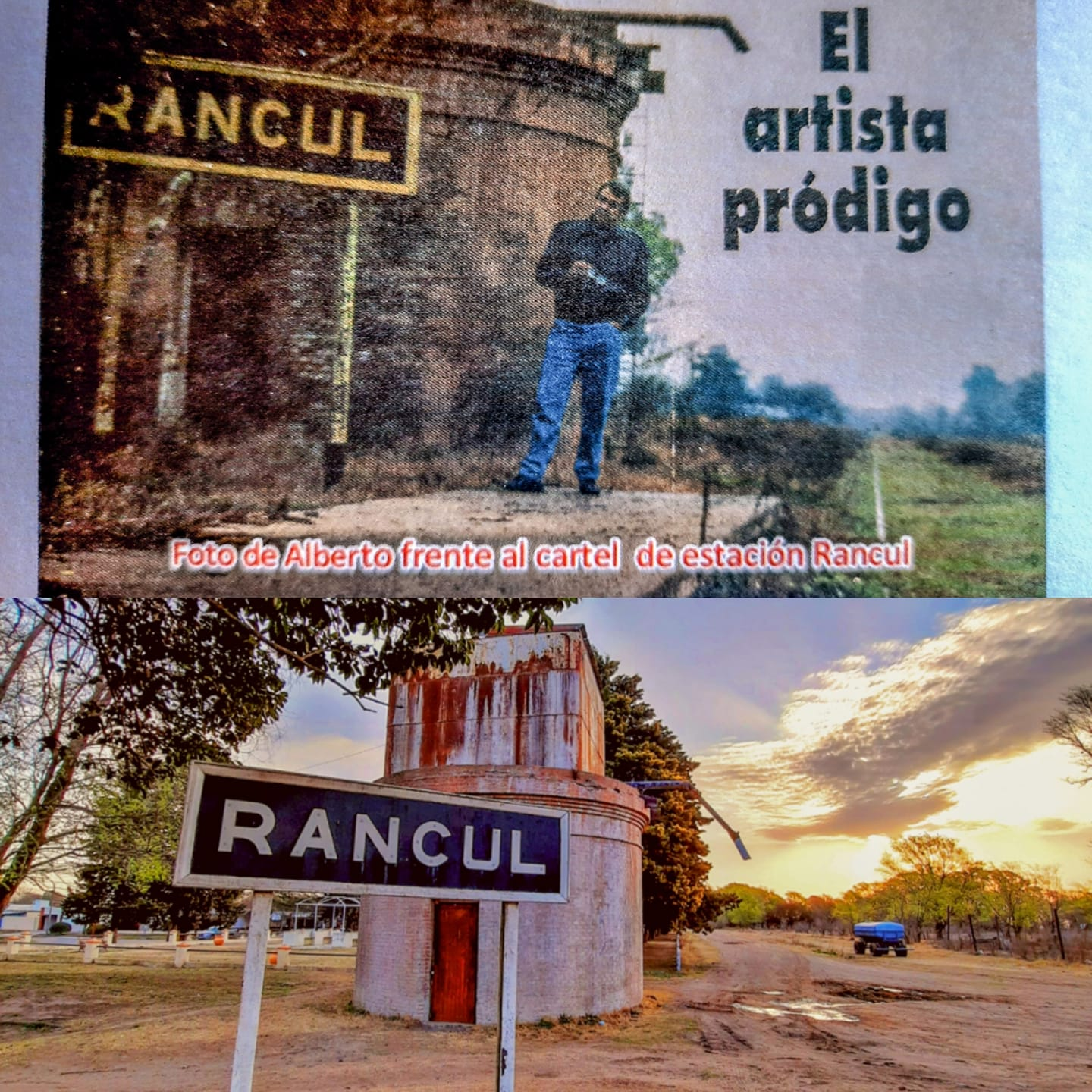
Alberto en Estación de Ferrocarril.
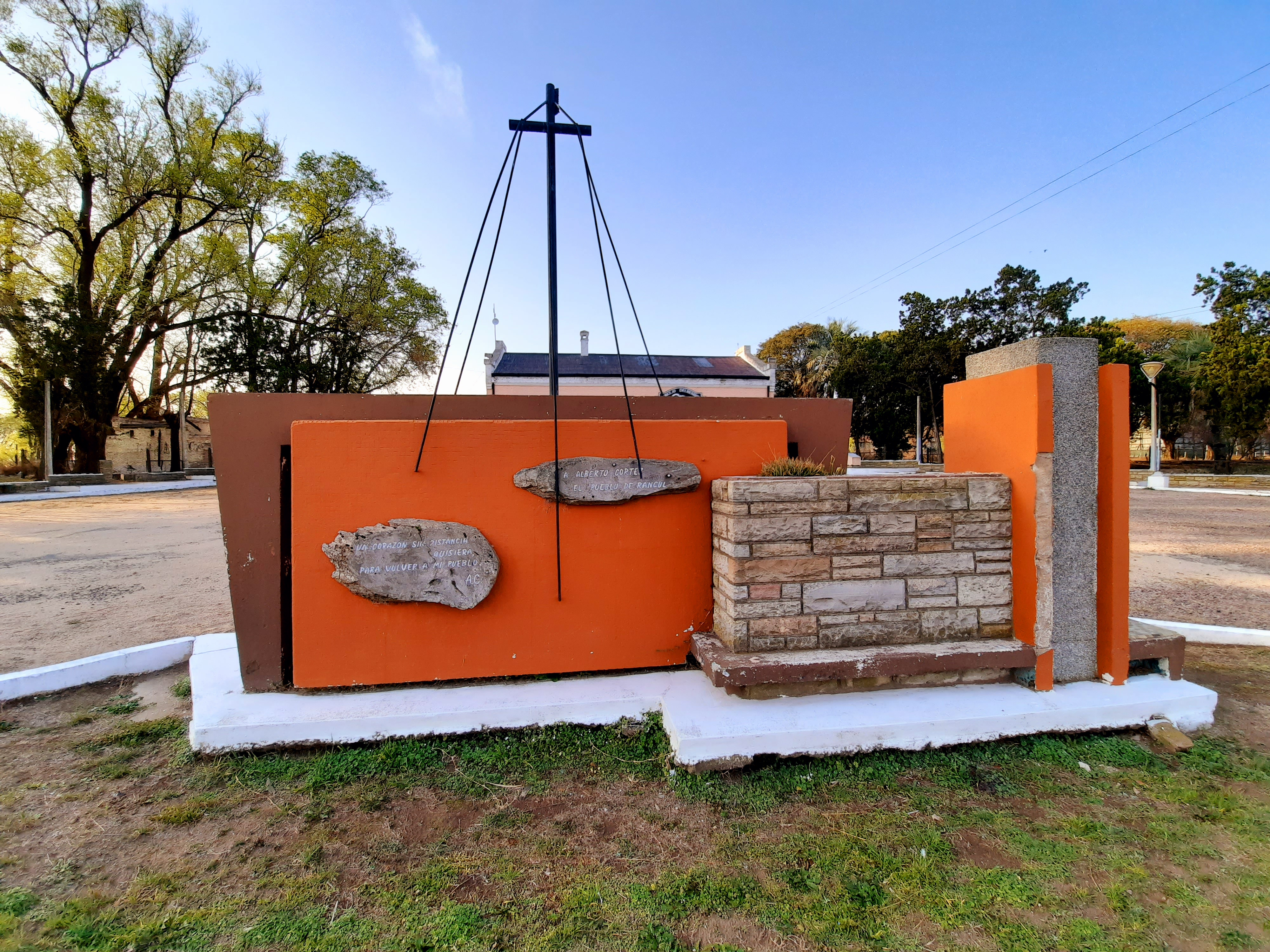
Monumento a Alberto Cortez en homenaje a su partida hacia Europa.

## Discografía
La discografía de Cortez totaliza más de cuarenta álbumes lanzados desde la década de 1960. Los distintos álbumes son los siguientes:
- Welcome to the Latin Club (1961)
- Mr. Sucu Sucu (1963)
- Boleros (1965)
- Poemas y canciones, Vol. 1 (1967)
- Alberto Cortez canta a Atahualpa Yupanqui (1968)
- Poemas y canciones, Vol. 2 (1968)
- Alberto Cortez. El compositor... el cantante (1969)
- Distancia (1970)
- No soy de aquí (1971)
- Equipaje (1972)
- Ni poco... ni demasiado (1973)
- Como el ave solitaria (1974)
- A mis amigos (1975)
- Soy un charlatán de feria (1976)
- Pensares y sentires (1977)
- En vivo desde Madrid (1978)
- Lo mejor de Alberto Cortez (1979)
- A partir de mañana (1979)
- Castillos en el aire (1980)
- Como el primer día (1983)
- Gardel...como yo te siento (1984)
- En vivo (1985)
- Entre líneas (1985)
- Sueños y quimeras (1986)
- Como la marea (1987)
- Almafuerte (1989)
- Coincidencias (1990)
- Si vieras qué fácil (1991)
- Aromas (1993)
- Lo Cortez no quita lo Cabral, Vol. 1 (1994)
- Lo Cortez no quita lo Cabral, Vol. 2 (1995)
- A todo corazón (versión Hispanoamérica) (1996)
- Testimonio (1997)
- Cortezías y cabralidades (1998)
- Cortezías y cabralidades Vol. II (1998)
- Fe (1998)
- Marcha mundial (1998)
- Cortez al desnudo (1998)
- A todo corazón (versión España) (1999)
- Alberto Cortez a voces (2000) con Quinteto Santa Fe
- En un rincón del alma (2001)
- Estela Raval & Alberto Cortez Tour 2002 en vivo(2002)
- Después del amor (2003)
- Alberto Cortez sinfónico (2004)
- Identidad (2005)
- Tener en cuenta (2011)
- Sólo para coleccionistas (2013)

## Accesos
A la localidad de Rancul, desde Buenos Aires se accede por la Autopista 25 de Mayo hasta el Acceso Oeste - Ruta Nacional 7 hasta Junín.   En dicha ciudad se encuentra el cruce con la Ruta Nacional 188 la cual lleva a Rancul,  pasando antes por las ciudades de Lincoln (km 218) y General Villegas (km 361).  Antes de salir de la provincia de Buenos Aires para entrar en La Pampa el último pueblo bonaerense se llama Banderaló (km 398). Una vez en el interior del norte de la provincia de La Pampa, en el km 417 se pasa por Bernardo Larroudé (1.499 hab.), en el km 425 por Sarah (204 hab.),  en el km 446 Hilario Lagos (685 hab.), en el 477 por Realicó (7.343 hab.), en el km 495 por Maisonnave (300 hab.),  en el km 508 por Quetrequén (392 hab.) y finalmente se llega a Rancul en el km 519 (3322 hab). La distancia total desde la ciudad de Buenos Aires contando el trayecto de la RN 7 es de 620 km.

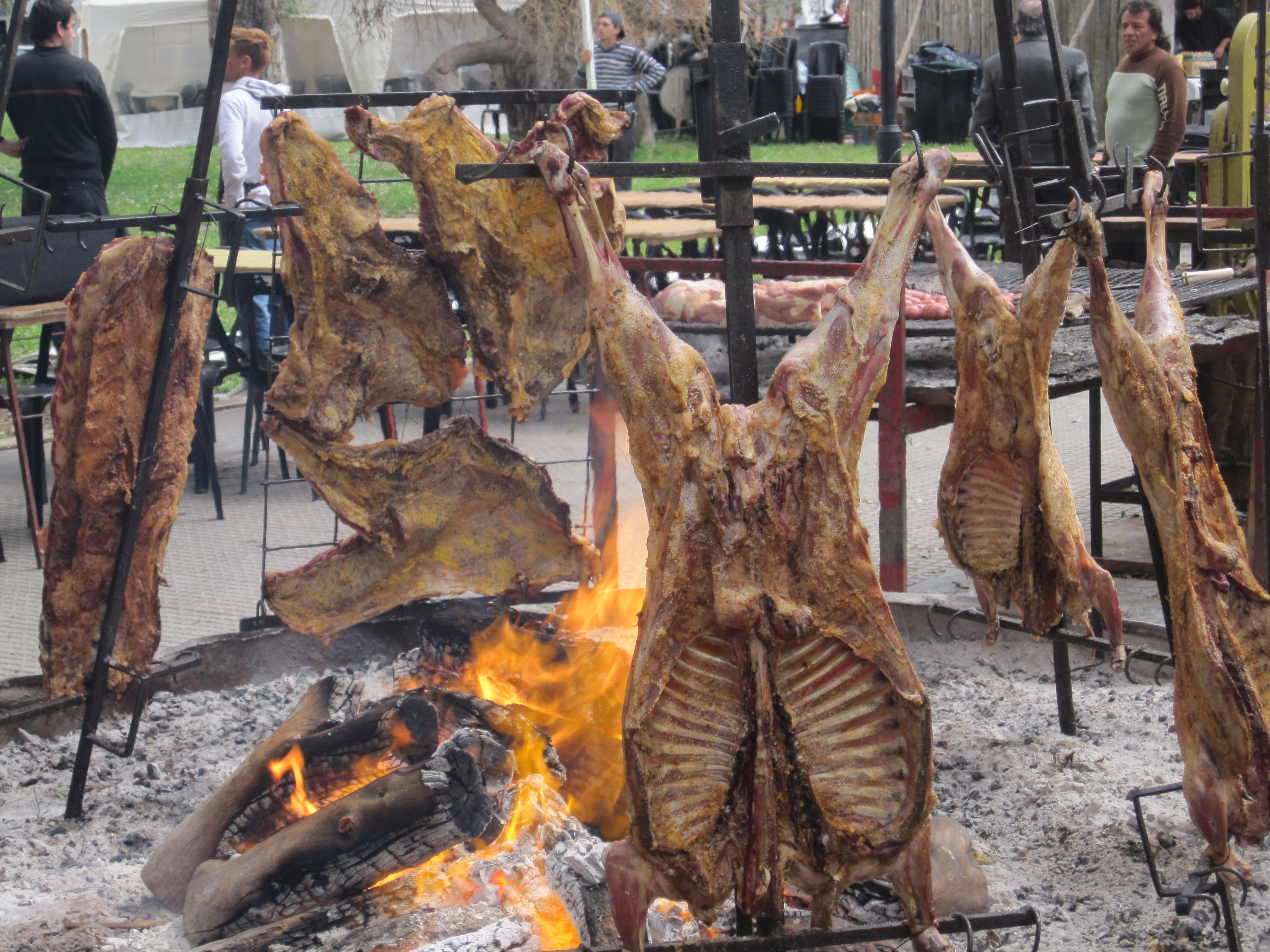
Corderos pampeanos al ensartador.